# AURIGA
AURIGA (Antenna Ultracriogenica Risonante per l'Indagine Gravitazionale Astronomica) はイタリアの極低温共振型重力波検出器である。 パドヴァ近郊の国立核物理学研究所のレニャーロ国立研究所に設置されている。重力波と量子重力理論の研究に使用される。